# Liste der Kulturdenkmale in Waltershausen-Schwarzhausen

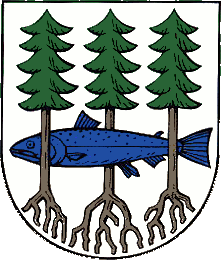

Die Liste der Kulturdenkmale in Schwarzhausen enthält die Kulturdenkmale, die am 29. Juni 2023 in der Denkmalliste der unteren Denkmalschutzbehörde des Landkreises Gotha zu Schwarzhausen, Ortsteil von Waltershausen, verzeichnet waren.

## Legende
- Bild: zeigt ein Bild des Kulturdenkmals und gegebenenfalls einen Link zu weiteren Fotos des Kulturdenkmals im Medienarchiv Wikimedia Commons
- Bezeichnung: Name, Bezeichnung oder die Art des Kulturdenkmals
- Lage: Wenn vorhanden Straßenname und Hausnummer des Kulturdenkmals; Grundsortierung der Liste erfolgt nach dieser Adresse. Der Link Karte führt zu verschiedenen Kartendarstellungen und nennt die Koordinaten des Kulturdenkmals.
 Kartenansicht, um Koordinaten zu setzen – in dieser Kartenansicht sind Kulturdenkmale ohne Koordinaten mit einem roten bzw. orangen Marker dargestellt und können in der Karte gesetzt werden. Kulturdenkmale ohne Bild sind mit einem blauen bzw. roten Marker gekennzeichnet, Kulturdenkmale mit Bild mit einem grünen bzw. orangen Marker.
- Datierung: gibt das Jahr der Fertigstellung beziehungsweise das Datum der Erstnennung oder den Zeitraum der Errichtung an
- Beschreibung: bauliche und geschichtliche Einzelheiten des Kulturdenkmals, vorzugsweise die Denkmaleigenschaften
- ID: Die ID identifiziert das Kulturdenkmal eindeutig. In Thüringen sind aktuell keine IDs veröffentlicht. In der ID-Spalte kann sich auch folgendes Icon  befinden, dies führt zu Angaben zu diesem Kulturdenkmal bei Wikidata.

## Einzeldenkmale
| Bild                                    | Bezeichnung                     | Lage                     | Datierung | Beschreibung                                                                                           | ID |
| --------------------------------------- | ------------------------------- | ------------------------ | --------- | --- | -- |
| Direkt Bild zu diesem Denkmal hochladen | Bauernhaus                      | Am Sängerplatz           |           | Bauernhaus, ehem. Deubergstraße 1                                                                      |    |
| Direkt Bild zu diesem Denkmal hochladen | Hofanlage                       | Emsetalstraße 12         |           | Hofanlage, ehem. Hauptstraße 12, Scheune 2007 abgebrochen                                              |    |
| Direkt Bild zu diesem Denkmal hochladen | „Kaiserhaus“                    | Emsetalstraße 22         |           | Haus und Scheune, ehem. Hauptstraße 22                                                                 |    |
| Direkt Bild zu diesem Denkmal hochladen | Haus                            | Emsetalstraße 28         |           | Haus, ehem. Hauptstraße 28                                                                             |    |
| Direkt Bild zu diesem Denkmal hochladen | Haus                            | Emsetalstraße 34         |           | Haus, ehem. Hauptstraße 34                                                                             |    |
| Direkt Bild zu diesem Denkmal hochladen | Haus                            | Mühlgasse 8              |           | Haus                                                                                                   |    |
| Direkt Bild zu diesem Denkmal hochladen | Haus                            | Am langen Feld 4         |           | Haus, ehem. Wintersteiner Straße 4                                                                     |    |
| weitere Bilder Fotos hochladen          | Kirche                          | Am langen Feld 7 (Karte) |           | Kirche, ehemalige Wintersteiner Straße 7, mit Ausstattung, Kirchhof, Gefallenendenkmal und Einfriedung |    |
| weitere Bilder Fotos hochladen          | Alte Schule und Wappenkartusche | Am langen Feld 10        |           | Alte Schule, ehem. Wintersteiner Straße 10, ehem. Schloss Schwarzhausen, mit Wappenkartusche           |    |
| Direkt Bild zu diesem Denkmal hochladen | Haus                            | Am langen Feld 12        |           | Haus, ehemalige Wintersteiner Straße 12                                                                |    |
| Direkt Bild zu diesem Denkmal hochladen | Altes Amt, Wohnhaus             | Am langen Feld 24        |           | Altes Amt, Wohnhaus, ehemalige Wintersteiner Straße 24                                                 |    |

## Archäologische Denkmale
Keine